# Frank Holms
Frank Holms, geboren als Frank Diernhammer, (* 16. Oktober 1928 in New York City, Vereinigte Staaten; † 16. März 2019 in Orange (Kalifornien), Vereinigte Staaten) war ein deutsch-amerikanischer Schauspieler bei Bühne, Film und Fernsehen diesseits und jenseits des Atlantiks sowie Zeitungs-Fotograf.

## Leben und Wirken
Der Sohn deutscher Eltern wurde 1928 in New York geboren, kam 1936 nach Deutschland und verbrachte den Rest seiner Jugend in München, wo er bis 1945 ein Gymnasium besuchte. Kurz nach Kriegsende ließ sich der perfekt amerikanisches Englisch sprechende Diernhammer von der US-Besatzungsarmee als Dolmetscher einstellen und konnte – für einen gebürtigen US-Amerikaner kurz nach dem Krieg nicht weiter schwierig – erneut in die USA einreisen, um 1948 an der UCLA in Los Angeles ein Studium der Theaterwissenschaft aufzunehmen. Hier nannte sich Diernhammer – wohl nicht nur aus Karrieregründen, sondern auch, um etwaigen antideutschen Ressentiments aus dem Wege zu gehen – in „Frank Holms“ um. Anschließend kehrte er in die junge Bundesrepublik zurück, ließ sich erneut in München nieder, nahm Schauspielunterricht und besuchte kurzzeitig (1955) die Studiobühne München. Noch im selben Jahr riet ihm, dank seines guten Aussehens, Olga Tschechowa dazu, es als Filmschauspieler zu versuchen.
Holms debütierte mit einer kleinen Rolle an der Seite des nahezu gleichaltrigen Hardy Krüger und an der des erfahrenen Kollegen Viktor de Kowa in einer Inszenierung Alfred Weidenmanns und wurde in den kommenden Jahren bis zum Ende des Jahrzehnts überwiegend in Sonnyboy-Rollen und solchen attraktiver, junger und unkomplizierter Womanizer eingesetzt. Er kam jedoch nie über Nebenrollen hinaus und trat zumeist in banalen Lustspielen und Romanzen auf. Zu seinen Filmpartnern jener Jahre zählten arrivierte Altstars wie Theo Lingen, Johannes Heesters und Magda Schneider. Nebenbei spielte Frank Holms auch Theater an Spielstätten in Hamburg (hier Debüt an der „Kleinen Komödie“ unter der Regie Hans Richters), München und Wien. Gegen Ende desselben Jahrzehnts begann Holms immer mehr die Lust an der Schauspielerei zu verlieren, nahm einen Berufswechsel vor und startete zu Beginn der 1960er Jahre eine zweite Laufbahn als Fotograf. Dafür kehrte er in die USA zurück und spezialisierte sich auf Mode- und Porträtfotografie. Sein wichtigster Arbeitgeber wurde das Frauenblatt Women’s Wear Daily, für das er auch zahlreiche US-Prominente ablichtete.
Über die durch den Fotografenjob zur Schauspielerwelt Hollywoods geknüpften Kontakte fand Holms mit Beginn der 1980er Jahre erneut den Weg vor die Kamera und trat nun mit diversen Nebenrollen in einzelnen Folgen zum Teil recht populärer US-Fernsehserien auf, darunter Ein Colt für alle Fälle, MacGyver und Das A-Team. Oftmals waren seine Chargen Deutsche oder andere Ausländer. Mit Ende des Jahrzehnts schloss Frank Holms endgültig mit seiner Schauspielerlaufbahn ab. Zuletzt unter Demenz leidend, starb der Deutsch-Amerikaner 90-jährig in einem Pflegeheim im kalifornischen Orange.

## Filmografie (komplett)
Bis 1958 beim deutschen, österreichischen und dänischen Kinofilm, anschließend in US-Fernsehfilmproduktionen:
- 1955: Der Himmel ist nie ausverkauft
- 1955: Drei Mädels vom Rhein
- 1956: Hurra – die Firma hat ein Kind
- 1956: Ein tolles Hotel
- 1956: Die wilde Auguste
- 1956: Salzburger Geschichten
- 1956: Vater macht Karriere
- 1957: Das Schloß in Tirol
- 1957: Von allen geliebt
- 1957: Die Lindenwirtin vom Donaustrand
- 1958: Rivalen in 6 Nächten (Seksdagesløbet)
- 1958: Die Trapp-Familie in Amerika
- 1959: Gangsterjagd in Lederhosen
- 1959: Alfred Hitchcock präsentiert (TV-Serie, eine Folge)
- 1980: The Secret War of Jackie’s Girls (Fernsehfilm)
- 1982: Ein Colt für alle Fälle (TV-Serie, eine Folge)
- 1982: The Day the Bubble Burst (Fernsehfilm)
- 1985: Die Spezialisten unterwegs (TV-Serie, eine Folge)
- 1986: MacGyver (TV-Serie, eine Folge)
- 1986: Das A-Team (TV-Serie, eine Folge)
- 1989: Hunter (TV-Serie, eine Folge)